# ساندرا آرناس
ساندرا آرناس (انگلیسی: Sandra Arenas؛ زادهٔ ۱۷ سپتامبر ۱۹۹۳) دونده پیاده‌روی سرعت اهل کلمبیا است.